# Одаленго-Гранде
Одаленго-Гранде, Одаленґо-Ґранде (італ. Odalengo Grande, п'єм. Audalengh Grand) — муніципалітет в Італії, у регіоні П'ємонт,  провінція Алессандрія.
Одаленго-Гранде розташоване на відстані близько 500 км на північний захід від Рима, 37 км на схід від Турина, 45 км на північний захід від Алессандрії.
Населення — 436 осіб (2014).
Щорічний фестиваль відбувається 15 липня. Покровитель — святий Віктор.

## Демографія
Населення за роками:

Станом на 1 січня 2023 року в муніципалітеті офіційно проживало 40 іноземців з 12 країн, серед них 17 громадян країн Євросоюзу.

## Сусідні муніципалітети
- Черрина-Монферрато
- Муризенго
- Одаленго-Пікколо
- Робелла
- Верруа-Савоя
- Вілладеаті
- Вілламірольйо